# まちむすめ
まちむすめは、かつて存在していた日本の女性お笑いコンビ。所属はサンミュージックプロダクション。

## メンバー[1]
- あゆ（1996年2月27日（29歳） - ）立ち位置は向かって左
  - 京都府出身
  - 公称サイズは身長157cm、B80cm、W57cm、H80cm、靴23cm。血液型A型
  - 大阪NSC38期生出身（2015年入学。同期生にフースーヤ、オフローズなど）[2]。 サンミュージックアカデミー東京校にも通っていた。
  - 趣味は銭湯、スポーツ、美容研究、外食、子供と遊ぶこと。
  - 特技はバレーボール、フェイシャルリンパマッサージ。
  - 好物は辛い食べ物（激辛グルメ好き）、鶏肉、伊藤園のほうじ茶シリーズ[2]。
  - 2020年（令和2年）2月22日、2並びの日に入籍[3]。

- ももみ（1993年4月11日（31歳） - ）立ち位置は向かって右
  - 京都府出身
  - 本名及びモデルとしての活動名義は牧野 桃美（まきの ももみ）。
  - 公称サイズは身長155cm、B80cm、W59cm、H81cm、靴23cm。血液型A型
  - ViVi（講談社）の読者モデル『ViVi girl』としても活動。
  - 趣味はストリートダンス・ジャズダンス・タップダンス、メイク（メイク動画が16万回再生の実績あり）、酒。イチゴとアリエルのグッズを集めること。
  - 特技はコピーダンス（インスタグラムで15万回再生の実績あり。「ももめいく」を更新している[4]）
  - ダイエット検定2級、色彩検定3級の資格取得。

## 来歴・概説
2017年5月結成。元々はベッキーに憧れてタレントを目指していたが、所属のサンミュージックからコンビを組むことを勧められ、本人たち曰く「やってみよかー」という流れでコンビを結成し、お笑い活動を始めたという。
ネタは主に漫才。センターマイクは置かず、二人がそのまま舞台の中央に出て来て話し出すというスタイルをとっている。形式上はももみがボケ、あゆがツッコミであるが、途中から単なるガールズトークになりあゆがほとんどツッコミをしなくなる。そしてネタの終わりには二人とも客席に背中を向けて客と一緒にインスタグラム用の写真を撮って終わるということもしている。また、事前のネタ合わせ中や反省会の時にもインスタグラム用の写真を自撮りしているという。
二人で両手を頭の上に持って行きピースサインをして「まちむすめで～す！」と言う"まちむすめポーズ"が特徴。「芸人としてちゃんとやっていくつもりは無い」と公言している。
2019年3月14日に解散を発表。解散後はそれぞれモデルとして活動している。

## 出演

### テレビ
- ペンギンズpresents「インスタクイーンTV」（千葉テレビ放送）- レギュラー出演
- シューイチ（日本テレビ） - ももみのみ
- 山里と100人の美女（TBS） - ももみのみ
- ごきげん!ブランニュ（朝日放送） - ももみのみ
- 『ぷっ』すま（テレビ朝日） - 2017年8月26日、9月2日
- 有吉ジャポン（TBS）- 2018年5月26日[8]
- ウチのガヤがすみません!（日本テレビ）- 2018年6月27日初出演[9]
- 有田ジェネレーション（TBS）- 2018年7月26日[10]
- 本能Z（2018年9月12日、CBC）[11]
- 深夜に発見！新shock感〜一度おためしください〜（テレビ東京） - 2018年8月19日
- 爆笑!スライダー（TBS） - 2018年10月16日

### Webテレビ
- バラエティ開拓バラエティ 日村がゆく（2018年2月、AbemaTV）M-1ナメてるグランプリ[12][13]
- おぎやはぎの「ブス」テレビ（2018年7月2日、AbemaTV）[14]
- ラブアースシーズン4（2019年、AbemaTV）ももみのみ[15]。

### CM
- Qunme（キュンミー、出会いマッチングアプリ）WEBCM